# En un mot comme en mille
En un mot comme en mille (chinois simplifié : 一句顶一万句 ; pinyin : yī jù dǐng yī wàn jù) est un roman de Liu Zhenyun publié en 2009 qui a obtenu le prix Mao Dun de littérature en 2011.

## Traduction en français
Sa traduction en français, par Isabelle Bijon et Wang Jiann-yuh, est parue aux éditions Gallimard en 2013 dans la collection Bleu de Chine.

## Adaptation au cinéma
Adapté au cinéma en 2016 par Liu Yulin, fille de Liu Zhenyun, sous le même titre 一句顶一万句 (zh) en chinois, sous-titre en anglais Someone to Talk To.